# Col Saint Martin
Der Col Saint Martin oder Col de la Colmiane ist ein 1500 Meter hoher Gebirgspass im französischen Teil der Alpen. Er befindet sich in der Region Provence-Alpes-Côte d’Azur im Département Alpes-Maritimes und verbindet das Vallée de la Tinée im Westen mit dem Vallée de la Vésubie im Osten. Die M2565 führt dabei von Rimplas nach Saint-Martin-Vésubie. Der Col Saint Martin ist ein Teil der Route des Grandes Alpes.
Auf der Passhöhe befindet sich das Skigebiet La Colmiane.

## Auffahrten
Die Westauffahrt vom Vallée de la Tinée weist auf einer Länge von 16,6 Kilometern eine durchschnittliche Steigung von 6,2 % auf. Nach dem Abzweiger von der M2205 führt die M2565 gleichmäßig nach Valdeblore, wo ein kurzes Flachstück nach acht Kilometern erreicht wird. Im Anschluss beginnt die Straße wieder stärker anzusteigen, ehe die Ortschaft Saint-Dalmas durchfahren wird. Kurz vor der Passhöhe führt die Straße durch dicht bewaldetes Gebiet.
Die Ostauffahrt beginnt nach dem Ortsgebiet von Saint-Martin-Vésubie. Sie ist 7,5 Kilometer lang und weist eine durchschnittliche Steigung von 7 % auf. Nachdem die Straße für zwei Kilometer stromaufwärts entlang des Boréon verläuft, führt sie durch dicht bewaldetes Gebiet über zwei Kehren auf die Passhöhe. Die höchsten Steigungsprozente befinden sich im unteren Teil, ehe die Steigung im oberen Teil nach und nach abnimmt.

## Radsport
Die Tour de France führte erstmals im Jahr 1973 im Rahmen der 9. Etappe über den Col Saint Martin. Damals wurde nach der Auffahrt über die Westseite eine Bergwertung der 2. Kategorie auf der Passhöhe ausgefahren, die sich der Spanier Pedro Torres sicherte.
Nur zwei Jahre später wurde der Pass auf der 15. Etappe der Tour de France 1975 von der Ostseite befahren. Der als Anstieg der 3. Kategorie klassifizierte Col Saint Martin stellte den ersten von vier Alpenpässen da, ehe die Etappe mit einer Bergankunft in Pra-Loup zu Ende ging. Es war die letzte Etappe, die der fünffache Tour-de-France-Sieger Eddy Merckx im Gelben Trikot bestritt. Im Anschluss dauert es 25 Jahre, ehe der Col Saint Martin wieder im Programm der Frankreich-Rundfahrt aufschien. Als erster Anstieg der 2. Etappe des Jahres 2020 wurde die Westauffahrt als Bergwertung der 1. Kategorie bewertet.
Bei der Tour de France 2024 diente der Col Saint Martin unter dem Namen Col de la Colmiane als vorletzter Anstieg der 20. Etappe. Nach dem Col de Braus und Col de Turini wurde die Ostauffahrt befahren, ehe das Ziel am Col de la Couillole erreicht wurde. Die Bergwertung der 1. Kategorie sicherte sich der Ecuadorianer Richard Carapaz.
| Jahr | Etappe     | Bergwertung  | Fahrer           | Auffahrt |
| ---- | ---------- | ------------ | ---------------- | -------- |
| 1973 | 09. Etappe | 2. Kategorie | Pedro Torres     | West     |
| 1975 | 15. Etappe | 3. Kategorie | Lucien Van Impe  | Ost      |
| 2020 | 02. Etappe | 1. Kategorie | Benoît Cosnefroy | West     |
| 2024 | 20. Etappe | 1. Kategorie | Richard Carapaz  | Ost      |

Neben der Tour de France nutzte in der näheren Vergangenheit die Fernfahrt Paris–Nizza den Pass als Schlussanstieg. Mit Simon Yates (2018), Nairo Quintana (2020) und Primož Roglič (2021) gewannen bekannte Radsportler die Bergankünfte, die stets über die Westauffahrt erfolgten.